# Batalha de Sirte (2016)

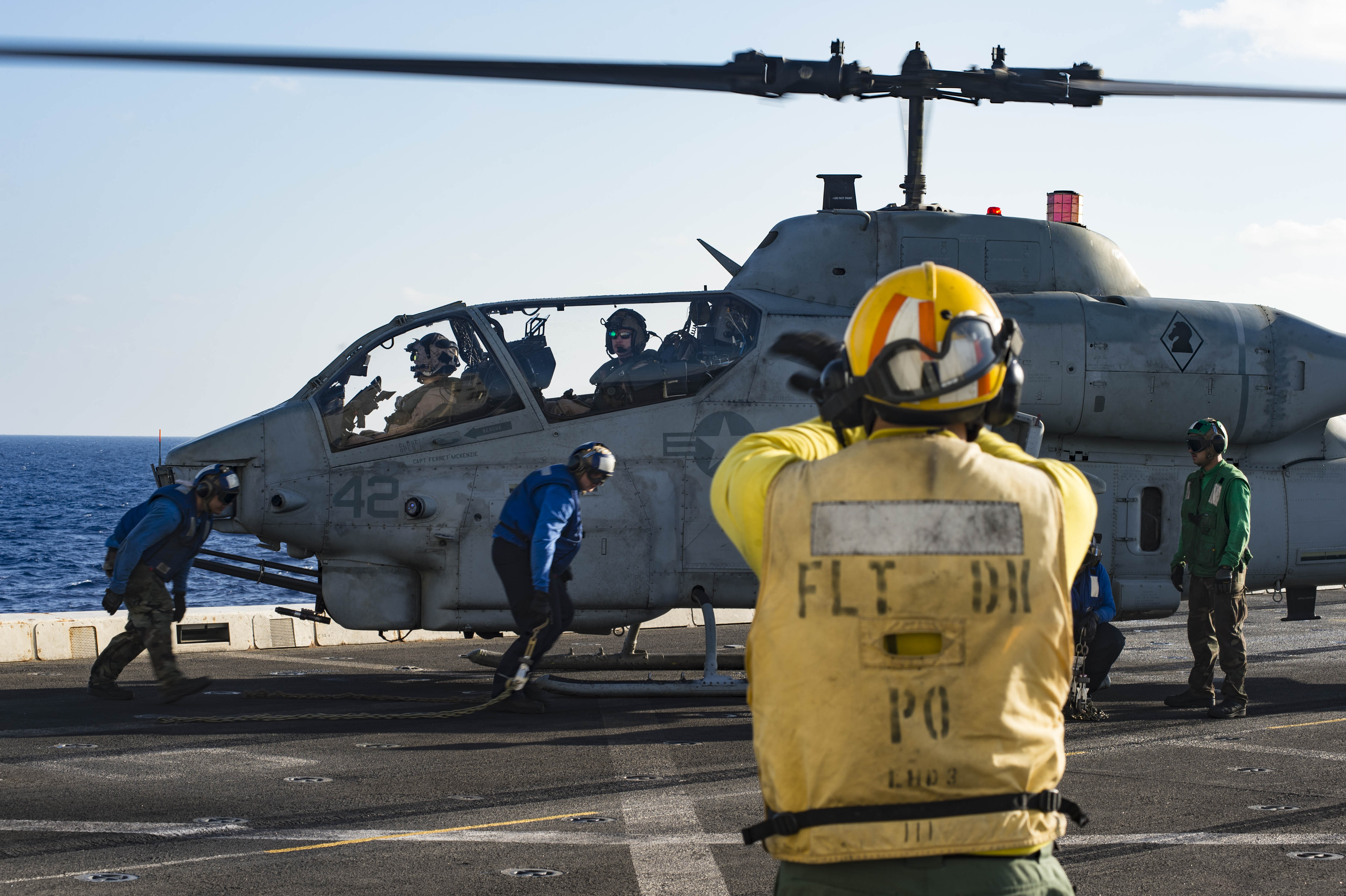
Um Bell AH-1 SuperCobra se preparando para decolar do USS Wasp em 25 de outubro de 2016 para uma missão a Sirte.

A Batalha de Sirte refere-se a uma batalha ocorrida na região de Sirte, Líbia, de 12 de maio a 6 de dezembro de 2016 durante a Segunda Guerra Civil Líbia entre o Estado Islâmico (Daesh) e as forças do Governo do Acordo Nacional apoiadas pelos Estados Unidos.
Ocupada desde 14 de fevereiro de 2015 pelos jihadistas do Estado Islâmico durante uma batalha anterior, a cidade de Sirte seria retomada no final desta batalha pelas Brigadas de Misrata, aliadas ao governo de unidade nacional.